# Anthony Simmons
Anthony "Tony" Simmons, född 16 december 1922, död 22 januari 2016, var en brittisk författare och filmregissör.

## Filmografi i urval
- 1957 – Min son skall hängas (producent)
- 1960 – I otrognaste laget (regi)
- 1965 – Four in the morning (regi)
- 1973 – Optimisterna (regi)
- 1977 – Black Joy (regi)
- 1988 – Leka med döden (manus, regi)
- 1989 – Kommissarie Morse (TV-serie) (regi)
- 1992 – Ett fall för Frost (TV-serie) (regi)